# Ray Smith Bassler
Raymond Smith (Ray S.) Bassler, född den 22 juli 1878 i Philadelphia, död den 3 oktober 1961 i Washington, D.C., var en amerikansk geolog och paleontolog vars huvudområde var mossdjur under Tertiär.
Bassler var son till en av grundarna av United States Weather Bureau, Simon Stein Bassler (1839-1923), och hans hustru Alverette Smith (1854-1884). Han föddes i Philadelphia, men familjen flyttade strax till Cincinnati och han tog sin BSc vid University of Cincinnati 1902. Han tog en MSc vid George Washington University 1903 och doktorerade där 1905, varefter han var "assistant professor" vid detta universitet till 1948. Under åren 1905 till 1931 arbetade han tillsammans med den franske paleontologen Ferdinand Canu med mossdjur, huvudsakligen längs Amerikas kuster, och gemensamt beskrev de omkring 400 arter. Från 1910 arbetade han vid United States National Museum tills han pensionerades 1948 som professor och chef för geologiavdelningen.
Flera arter (särskilt av mossdjur) har uppkallats efter Bassler, som exempelvis Meekopora bassleri och Bathysoecia bassleri. Även kräftdjurssläktet Basslerites har fått namn efter Bassler.

## Verk
- 1915 — Bibliographic index of American Ordovician and Silurian fossils: vol. 1, vol. 2
- 1919 — Cambrian and Ordovician deposits of Maryland

Med Ferdinand Canu:
- 1917 — A synopsis of American Early Tertiary Cheilostome Bryozoa
- 1918 — Bryozoa of the Canal Zone and Related Areas
- 1919 — Fossil Bryozoa from the West Indies
- 1920 — North American Early Tertiary Bryozoa
- 1923 — North American Later Tertiary and Quaternary Bryozoa
- 1929 — Bryozoa of the Philippine Region
- 1931 — Bryozoaires oligocènes de la Belgique conservés au Musée royal d'histoire naturelle de Belgique
- 1933 — The Bryozoan Fauna of the Vincentown Limesand

Med John Milton Nickles:
- 1900 — A synopsis of American fossil Bryozoa, including bibliography and synonymy